# Eubrianax javanus
Eubrianax javanus is een keversoort uit de familie keikevers (Psephenidae). De wetenschappelijke naam van de soort werd in 1913 gepubliceerd door Maurice Pic.